# Kop van Zuid

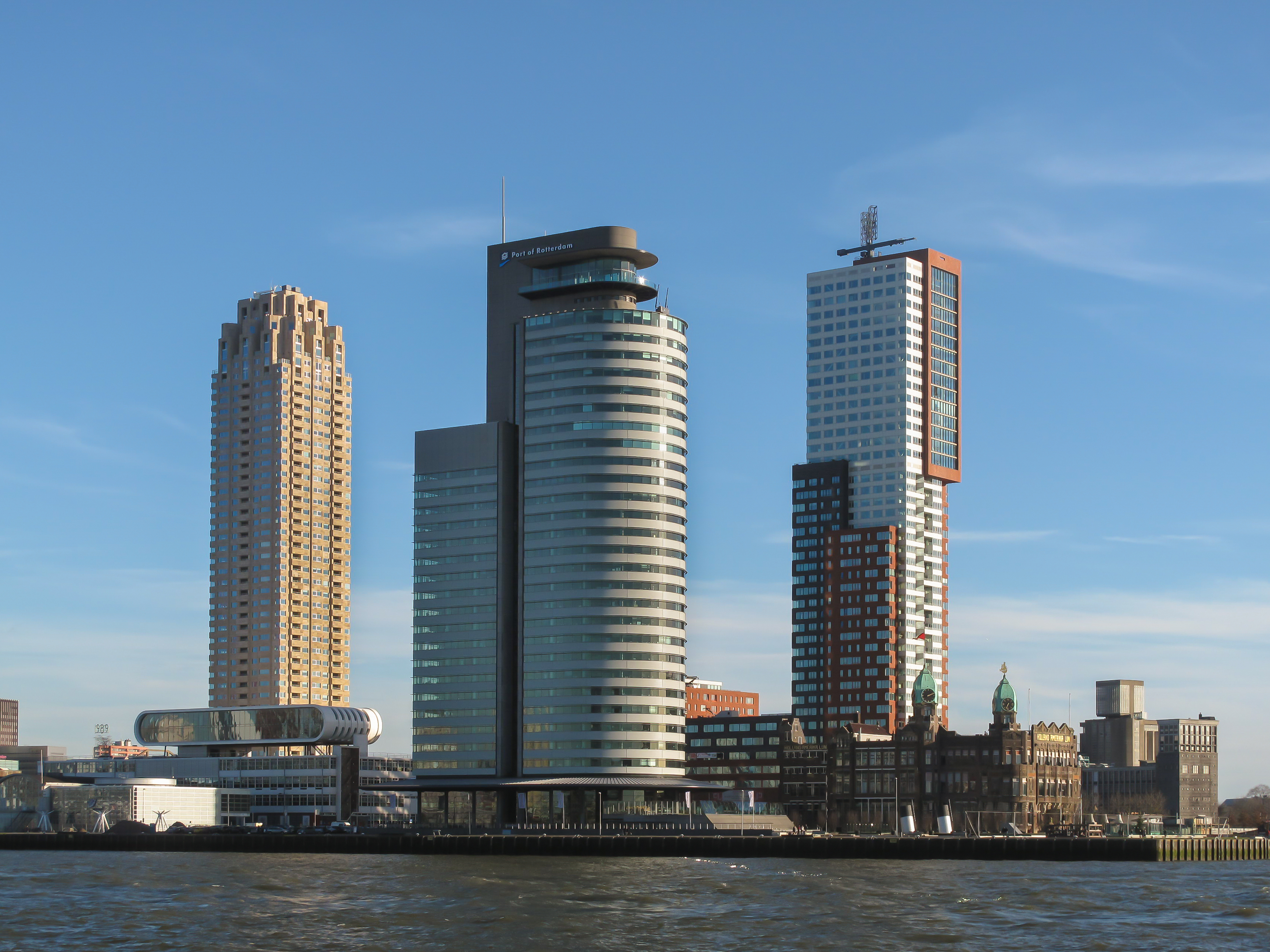
Rotterdam - Kop van Zuid, World Port Center, Montevideo en Hotel New York

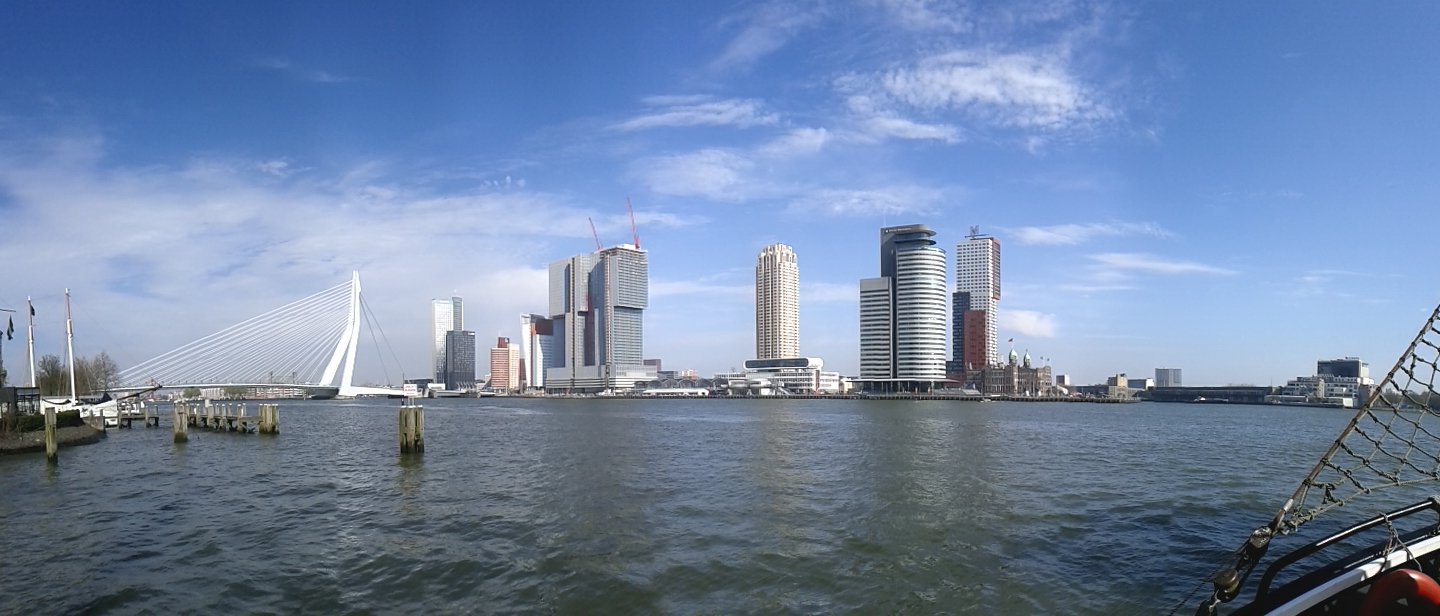
Panorama vanaf de Veerhaven, met links in het midden De Rotterdam

De Kop van Zuid is een vanaf 1994 gebouwde wijk in Rotterdam, gelegen op de zuidoever van de Nieuwe Maas tegenover het centrum van de stad. De wijk bestaat uit de Wilhelminapier en de V begrensd door de Rosestraat / spoorlijn Rotterdam-Dordrecht enerzijds en de Hilledijk / Hillestraat / Rijnhaven anderzijds.
De Kop van Zuid is gebouwd op voormalige, in onbruik geraakte haventerreinen rond de Binnenhaven, Entrepothaven, Rijnhaven, Spoorweghaven en de Wilhelminapier. Deze haventerreinen zorgden samen met de Nieuwe Maas voor een grote fysieke afstand tussen het centrum ten noorden van de Maas en Rotterdam-Zuid. Door dit gebied om te vormen tot stedelijk gebied en door goede verbindingen aan te leggen, wordt gepoogd Noord en Zuid met elkaar te verenigen.

## Demografie
| Achtergrond inwoners Kop van Zuid (2020)  | Aantal | %     |
| ----------------------------------------- | ------ | ----- |
| Autochtonen                               | 1.200  | 43,72 |
| Antillianen                               | 170    | 6,19  |
| Turken                                    | 125    | 4,55  |
| Surinamers                                | 115    | 4,19  |
| Marokkanen                                | 70     | 2,55  |
| Overige Niet-Westerse migratieachtergrond | 565    | 20,58 |
| Westerse migratieachtergrond              | 500    | 18,21 |
|                                           |        |       |
| Totaal Niet-Westerse migratieachtergrond  | 1.045  | 38,07 |
| Totaal migratieachtergrond                | 1.545  | 56,28 |
| Totaal inwoners                           | 2.745  | 100   |

| Achtergrond inwoners Kop van Zuid - Entrepot (2020) | Aantal | %     |
| --------------------------------------------------- | ------ | ----- |
| Autochtonen                                         | 2.720  | 33,58 |
| Marokkanen                                          | 1.080  | 13,33 |
| Turken                                              | 925    | 11,42 |
| Surinamers                                          | 770    | 9,51  |
| Antillianen                                         | 345    | 4,26  |
| Overige Niet-Westerse migratieachtergrond           | 1.210  | 14,94 |
| Westerse migratieachtergrond                        | 1.050  | 12,96 |
|                                                     |        |       |
| Totaal Niet-Westerse migratieachtergrond            | 4.330  | 53,46 |
| Totaal migratieachtergrond                          | 5.380  | 66,42 |
| Totaal inwoners                                     | 8.100  | 100   |

## Indeling
De wijk is onderdeel van Rotterdam-Zuid. Bestuurlijk gezien vallen de buurten Wilhelminapier en Zuidkade sinds 3 maart 2010 onder het stadsdeel Feijenoord. De overige buurten behoorden al tot dit stadsdeel.
De wijk kan worden opgedeeld in de volgende 'buurten' of gebieden:
- Wilhelminapier
- Zuidkade
- Landtong
- Stadstuinen
- Parkstad
- Peperklip
- Entrepot
- Spoortunnellocaties

## Ontwerp
Begin jaren 90 werd een masterplan gemaakt door Riek Bakker en Teun Koolhaas. Dit plan werd in de loop der jaren uitgewerkt tot een stedenbouwkundig plan. Belangrijke elementen hierin zijn de verbindingen met het centrum van Rotterdam door middel van de Erasmusbrug en metrostation Wilhelminaplein, hoogstedelijk gebied met veel voorzieningen langs de rivier, en woongebieden langs de binnenhavens. Enkele historische gebouwen, zoals Hotel New York, zijn  gebleven en kregen een nieuwe functie. Er zijn en er komen vooral veel wolkenkrabbers. Hier staat sinds 2010 de Maastoren, bij oplevering het hoogste gebouw van de Benelux.

## Gebouwen
- Entrepotgebouw (1879)
- Poortgebouw (1879)
- 't Leidsche Veem (1896)
- Hotel New York (1903)
- Las Palmas (1953)
- De Peperklip (1982)
- Erasmusbrug (1996)
- Wilhelminahof: Gerechtsgebouw en Belastingdienst (1997)
- Toren op Zuid (2000)
- Hogeschool Inholland (2000)
- World Port Center (2001)
- Luxor Theater (2001)
- Montevideo (2005)
- De Compagnie (2005)
- Cité People Building (2010)
- New Orleans (2010)
- Maastoren (2010)
- De Rotterdam (2013)
- Boston & Seattle (2017)
- Huis op Zuid (2024)
- Imagine (2024)

## Verkeer en vervoer

### Openbaar vervoer
Er zijn tramhaltes (lijnen 3 en 5), bushaltes en het metrostation Wilhelminaplein.

## Kunst en cultuur

### Musea
- Nederlands Fotomuseum, Wilhelminakade. Werk van Nederlandse en in Nederland wonende fotografen; nationale en internationale tentoonstellingen.
- Villa Zebra, Stieltjesstraat 21, Kop van Zuid. Tentoonstellingen en workshops met beeldende kunst voor kinderen van 3 tot en met 12 jaar.

## Afbeeldingen

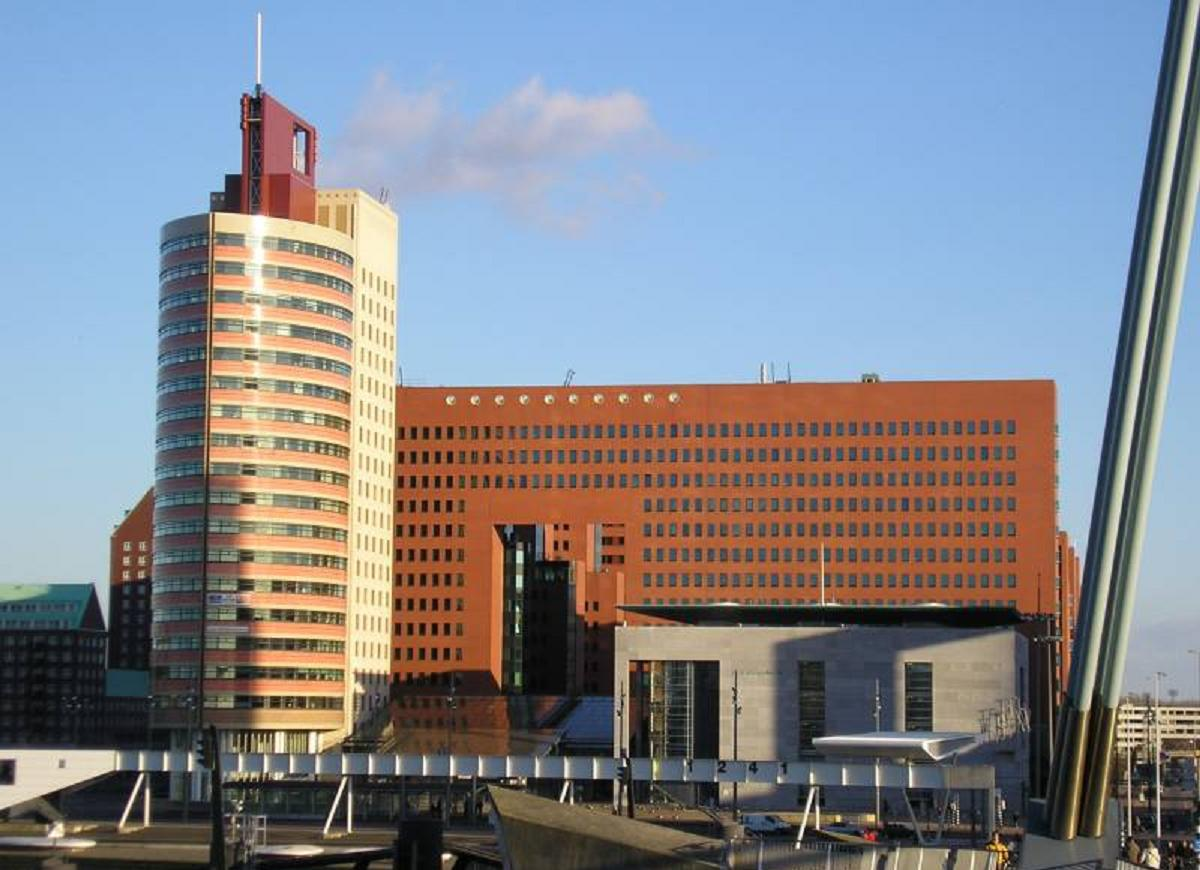
Belastinggebouw Wihelminatoren en Gerechtsgebouw Wilhelminahof.
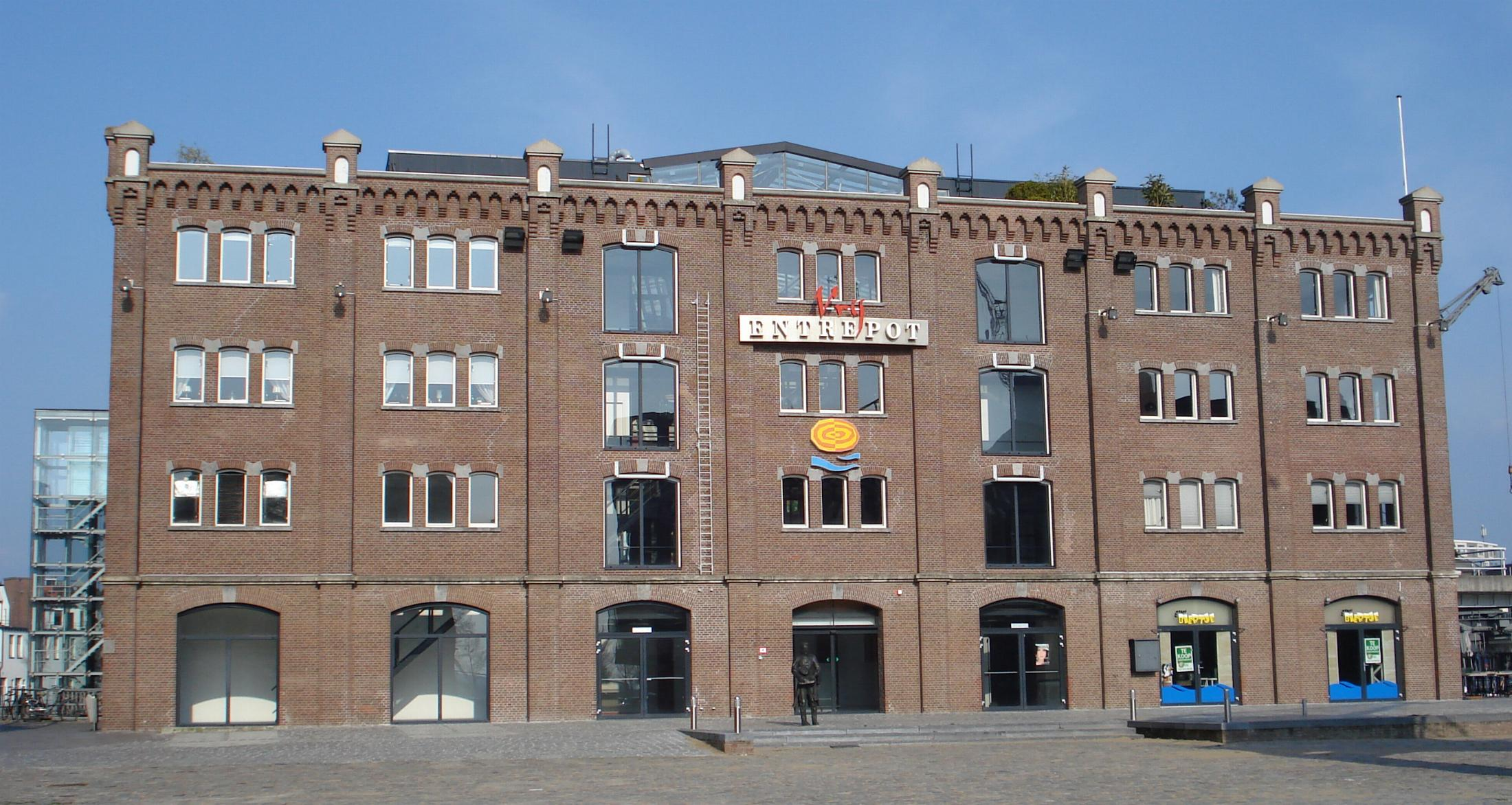
Entrépotgebouw.
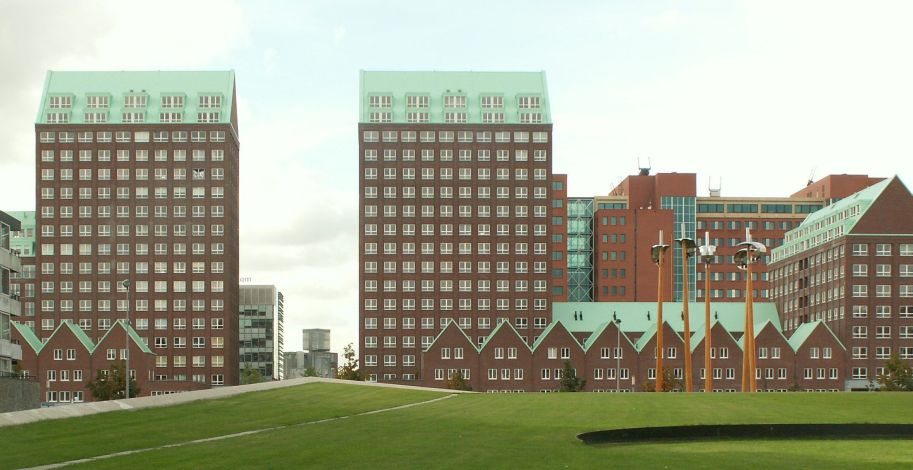
De Compagnie.
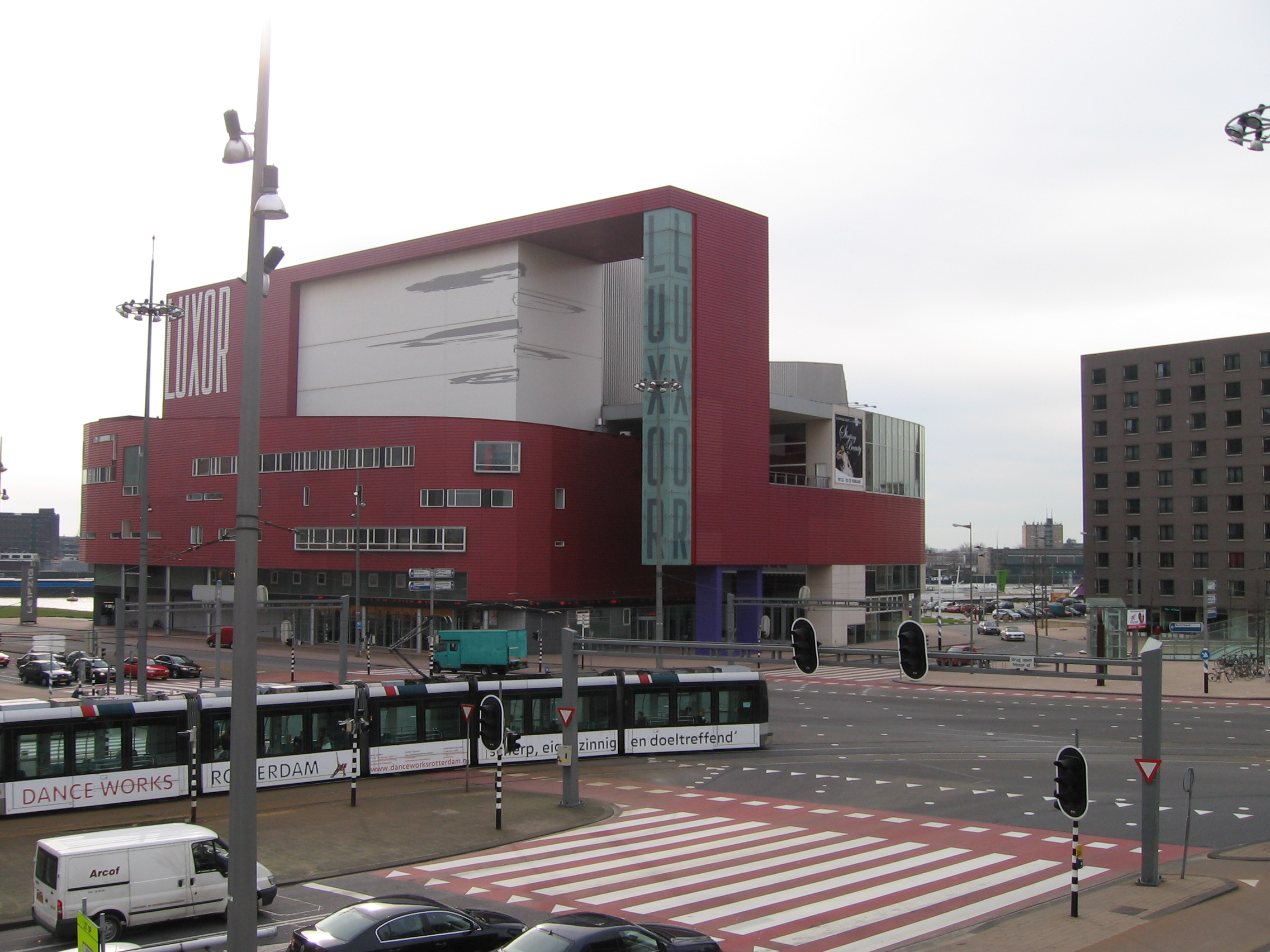
Het Wilhelminaplein met op de achtergrond het Nieuwe Luxor Theater.
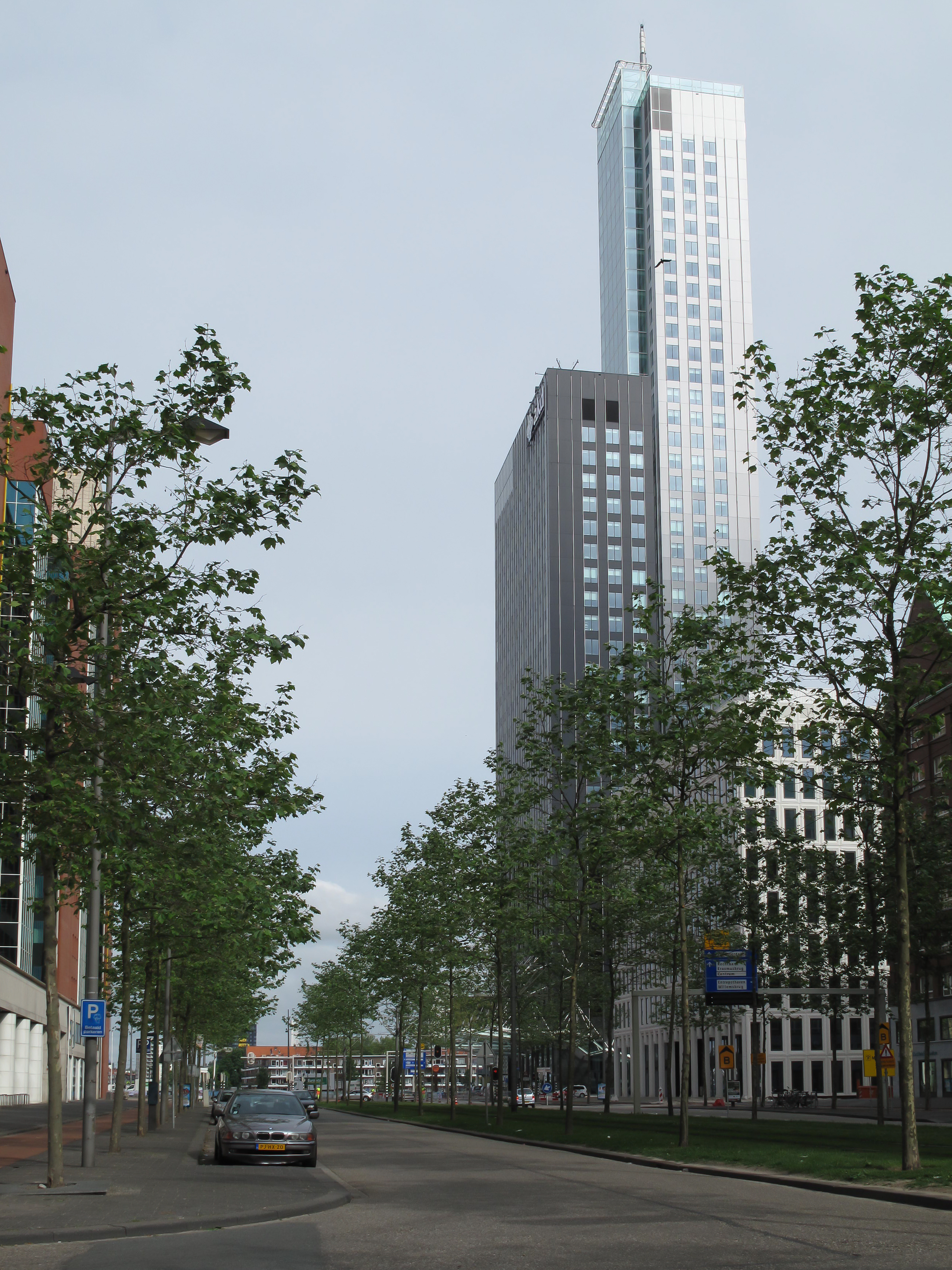
Kantoorpanden Kop van Zuid.
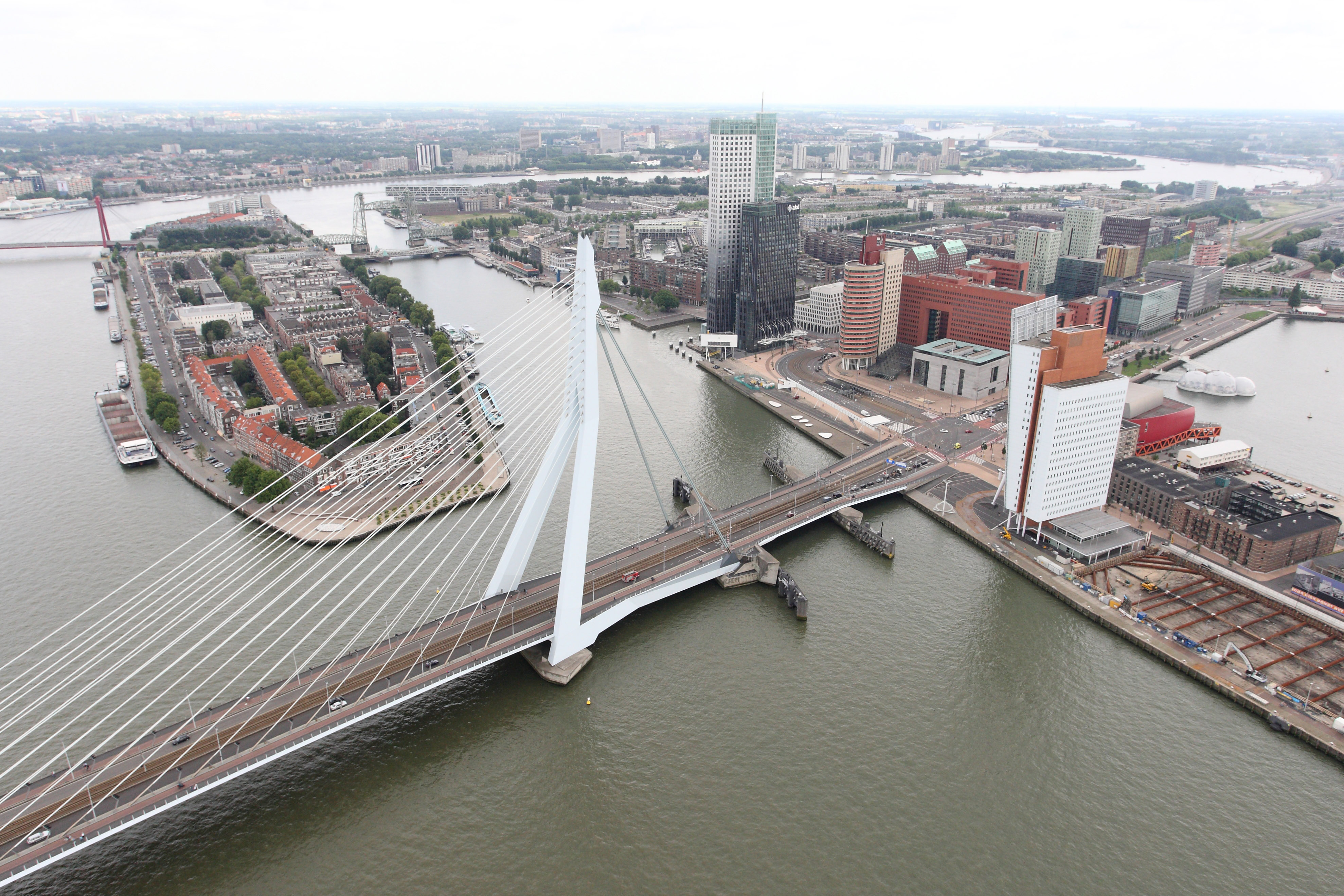
De Erasmusbrug en de Kop van Zuid.
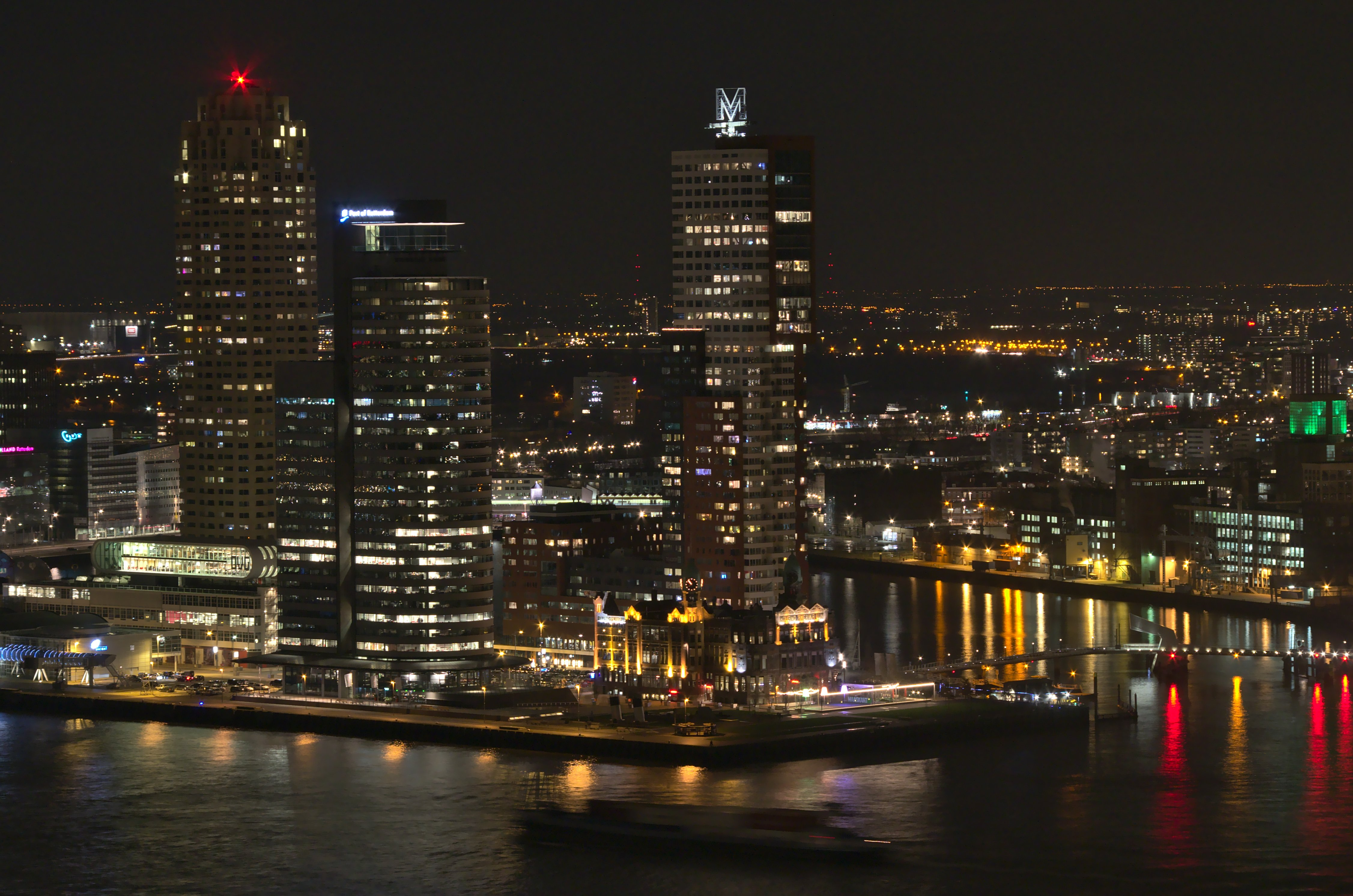
Kop van Zuid bij avond

Afrikaanderwijk · 
Bloemhof · 
Feijenoord · 
Hillesluis · 
Katendrecht · 
Kop van Zuid · 
Noordereiland ·
Vreewijk
Rotterdam Centrum ·
Rotterdam-Noord ·
Rotterdam-Oost ·
Rotterdam-West ·
Rotterdam-Zuid ·
110-Morgen ·
Afrikaanderwijk ·
Agniesebuurt ·
Bergpolder ·
Beverwaard ·
Blijdorp ·
Blijdorpse polder ·
Bloemhof ·
Boomgaardshoek ·
Bospolder-Tussendijken ·
CS-kwartier ·
Carnisserbuurt ·
Cool ·
Crooswijk ·
De Esch ·
De Veranda ·
Delfshaven ·
Delfshaven-Schiemond ·
Dijkzigt ·
Feijenoord ·
Gadering ·
Groenenhagen-Tuinenhoven ·
Groot-IJsselmonde ·
Heijplaat ·
Het Lage Land ·
Hillegersberg ·
Hillesluis ·
Homerusbuurt ·
Hordijkerveld ·
Kandelaar ·
Karl Marxbuurt ·
Katendrecht ·
Kiefhoek ·
Kleinpolder ·
Kleiwegkwartier ·
Kop van Zuid ·
Kralingen ·
Kralingse Veer ·
Kreekhuizen ·
Landzicht ·
Liskwartier ·
Lloydkwartier ·
Lombardijen ·
Meeuwenplaat ·
Middelland ·
Middengebied ·
Millinxbuurt ·
Molenlaankwartier ·
Molièrebuurt ·
Nesselande ·
Nieuw Engeland ·
Nieuw-Mathenesse ·
Nieuwe Westen ·
Nooddorp ·
Noordereiland ·
Ommoord ·
Oosterflank ·
Oud-Charlois ·
Oud-IJsselmonde ·
Oud-Mathenesse ·
Oude Noorden ·
Oude Westen ·
Oudeland ·
Overschie ·
Pendrecht ·
Prinsenland ·
Provenierswijk ·
Reyeroord ·
Rubroek ·
Sagenbuurt ·
Scheepvaartkwartier ·
Schiebroek ·
Schiemond ·
's-Gravenland ·
Smeetsland ·
Spaanse Polder ·
Spangen ·
Sportdorp ·
Stadsdriehoek ·
Struisenburg ·
Tarwewijk ·
Terbregge ·
Tussenwater ·
Varenbuurt ·
Vondelingenplaat ·
Vreewijk ·
Waalhaven ·
Westpunt ·
Wielewaal ·
Witte Dorp ·
Zalmplaat ·
Zenobuurt ·
Zestienhoven ·
Zevenkamp ·
Zomerland ·
Zuidwijk